# Aleksander II z Epiru
Aleksander II (gr: Ἀλέξανδρος, Aleksandros) (ur. przed 291, zm. ok. 255 p.n.e.) – król Epiru z dynastii Ajakidów od 272 p.n.e. do swej śmierci. Syn króla Epiru Pyrrusa I i jego drugiej żony Lanassy, córki króla Syrakuz Agatoklesa i prawdopodobnie jego drugiej żony Alcii.
Młody Aleksander wraz z bratem Helenosem brał udział w wyprawie italskiej ojca Pyrrusa. W r. 278 p.n.e. ojciec, gdy Sycylijczycy przybyli mu dać władzę nad całą Sycylią, postanowił zostawić syna Aleksandra w Lokrach, a sam wyruszyć na wyspę. W r. 272 p.n.e., po przypadkowej śmierci ojca w Argos, wstąpił po nim na tron Epiru. Kontynuował wojnę, którą ojciec prowadził z Antygonem II Gonatasem, królem Macedonii. Aleksander utracił na jego rzecz północną część Macedonii, którą Pyrrus zajął dwa lata wcześniej (r. 274 p.n.e.). Antygon zawarł z nim pokój, ponieważ chciał wyzyskać zwycięstwo pod Argos. Aleksander później wmieszał się w wojnę z królem Ilirów Mytilosem, następcą Monuniosa. 
Kiedy w r. 262 p.n.e. wzmógł się nacisk na Ateny ze strony Antygona, Aleksander najechał Macedonię z armią Przymierza Epirockiego. Król macedoński, będąc w trudnej sytuacji, szukał porozumienia z Atenami. Aleksander, podczas nieobecności Antygona, został wyparty z północnej Macedonii przez Demetriusza, syna Antygona. Ten dodatkowo jeszcze pozbawił Aleksandra królestwa Epiru. Wygnanie Aleksandra nie trwało długo, ponieważ nie stracił życzliwości swoich poddanych, a także otrzymał pomoc Akarnańczyków. Dzięki czemu mógł z ich pomocą odzyskać Epir.
Aleksander poślubił siostrę przyrodnią Olimpias II, córkę Pyrrusa i Antygony (zm. 295 p.n.e.), córki Filipa i Bereniki, późniejszej żony króla Egiptu Ptolemeusza I Sotera. Miał z nią dwóch synów, przyszłych królów Epiru, Pyrrusa i Ptolemeusza oraz córkę Ftię. Ok. r. 255 p.n.e., po śmierci Aleksandra, Olimpias II objęła, jako regentka, władzę nad Epirem z powodu małoletniości synów. 

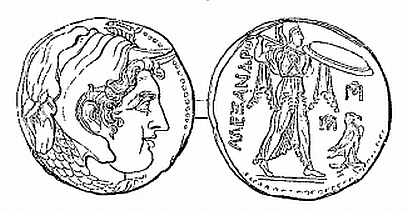
Ilustracja srebrnej monety Aleksandra II.
Awers: wizerunek młodej głowy pokrytej skórą głowy słonia.
Rewers: krocząca Atena Pallas z włócznią w prawej ręce i z tarczą w lewej, a obok niej napis ALEKSANDROY oraz siedzący orzeł na piorunie.